# Грегуар Лепренс-Ренге
Грегуа́р Лепре́нс-Ренге́ (фр. Grégoire Leprince-Ringuet; нар. 4 грудня 1987, Нормандія, Франція) — французький актор і кінорежисер.

## Біографія
Грегуар Лепренс-Ренге народився 4 грудня 1987 у французькій Нормандії. У 1998—2002 роках працював у хорі (іноді, як соліст) Паризької національної опери. Найвідомішої його театральною роботою є головна роль у постановці п'єси Георга Бюхнера «Воццек», яку здійснив Патріс Шеро в музичному театрі Шатле.
У 2002 році режисер Андре Тешіне запропонував Лепренсу-Ренге роль у військовій драмі «Заблудні», де також знялися Еммануель Беар і Гаспар Ульєль. Дебют актора у великому кіно не пройшов непоміченим: він був висунений на премію «Сезар» в номінації «Найперспективніший молодий актор». Отримати статуетку Грегуару не вдалося, проте за ним закріпився статус висхідної зірки.
У 2006 році актор з'явився в драмі Ніколь Гарсії «Як каже Шарлі», а ще рік потому знявся в музичній мелодрамі Крістофа Оноре «Усі пісні лише про кохання», де зміг продемонструвати свій співочий талант. Ця робота принесла йому другу номінацію на «Сезар».
У 2008 році Грегуар Лепренс-Ренге знову знявся у Крістофа Оноре — цього разу в драмі «Прекрасна смоковниця». Сценарій цього фільму є сучасним перекладенням роману мадам де Лафаєтт «Принцеса Клевська». За роль Отто (принца Клевського) Грегуар був номінований на «Сезара» втретє.
У 2009 році актор з'явився у військовій драмі «Армія злочинців», а також виконав одну з головних ролей в містичному трилері «Джини», дія якого розгортається під час Алжирської війни.
У 2010 на Каннському міжнародному кінофестивалі були представлені одразу дві стрічки за участю Грегуара Лепренс-Ренге: «Чорні небеса» Жиля Маршана і костюмована драма Бертрана Таверньє «Принцеса де Монпансьє», заснована на однойменному романі мадам де Лафаєтт. За роль у фільмі Таверньє актор вчетверте був номінований на «Сезара», як найперспективніший актор.
У 2016 році Лепренс-Ренге знову взяв участь у Каннському кінофестивалі, але уже як режисер дебютної повнометражної стрічки «Повний місяць», за яку номінувався на премію «Золота камера».
2017 року Грегуар Лепренс-Ренге зіграв роль молодого Франсуа Міттерана, відомого в роки Другої світової війни під іменем Франсуа Морлан, у драмі «Біль», поставленій Еммануелем Фінкелем за однойменним автобіографічним романом Маргеріт Дюрас.

## Фільмографія (вибіркова)
Актор
| Рік  |    | Українська назва              | Оригінальна назва              | Роль                                        |
| ---- | -- | ----------------------------- | ------------------------------ | ------------------------------------------- |
| 2003 | ф  | Заблудні                      | Les Égarés                     | Філіпп                                      |
| 2005 | тф | Американський приятель        | Le frangin d'Amérique          | Антуан                                      |
| 2005 | тф | Заборонені удари              | Frappes interdites             | Кевін Лефорт                                |
| 2005 | ф  | Бідні родичі                  | Бедные родственники            | Марк Ів                                     |
| 2006 | ф  | Як каже Шарлі                 | Selon Charlie                  | Тьєррі                                      |
| 2006 | кф | Французький рецепт            | Le plat à gratin               | Лорен                                       |
| 2007 | ф  | Усі пісні лише про кохання    | Les chansons d'amour           | Ерванн                                      |
| 2007 | ф  | Конокради                     | Voleurs de chevaux             | Владимир                                    |
| 2007 | ф  | Творче життя                  | La vie d'artiste               | Фредерік                                    |
| 2007 | тф | Життя буде прекрасним         | La vie sera belle              | Люсьєн Лакло                                |
| 2008 | ф  | Прекрасна смоковниця          | La belle personne              | Отто                                        |
| 2008 | кф | Божевілля Адама               | Folles d'Adam                  | Адам                                        |
| 2009 | ф  | Армія злочинців               | L'armée du crime               | Томас Єлек                                  |
| 2009 | ф  | Непокірні                     | Réfractaire                    | Франсуа                                     |
| 2009 | ф  | Джини                         | Djinns                         | Мішель                                      |
| 2009 | ф  | У неділю вранці               | Dimanche matin                 | Стефан                                      |
| 2010 | ф  | Чорні небеса                  | L'autre monde                  | Гаспар                                      |
| 2010 | ф  | Принцеса де Монпансьє         | La princesse de Montpensier    | Філіпп де Монпансьє                         |
| 2010 | тф | Троянди в кредит              | Roses à crédit                 | Данієль                                     |
| 2010 | кф | Настроювач                    | L'accordeur                    | Адрієн                                      |
| 2011 | кф | Непомічений                   | Inaperçu                       | молодик                                     |
| 2011 | с  | Таємниця Лісабона             | Mistérios de Lisboa            |                                             |
| 2011 | ф  | Сніги Кіліманджаро            | Les neiges du Kilimandjaro     | Кристоф                                     |
| 2011 | тф | Вузли в голові                | Des noeuds dans la tête        | Дам'єн                                      |
| 2011 | тф | Година з Алісою               | Une heure avec Alice           | Поль                                        |
| 2012 | ф  | Чорний колір (тобі) вам пасує | Le noir (te) vous va si bien   | Рішар                                       |
| 2013 | тф | Єврейський кардинал           | Le métis de Dieu               | панотець Жульєн                             |
| 2014 | ф  | Клініка лікаря Бланша         | La clinique du docteur Blanche | Жуль                                        |
| 2015 | тф | Постріли                      | Les fusillés                   | Луї                                         |
| 2015 | ф  | Історія божевільного          | Une histoire de fou            | Жиль Тессьє                                 |
| 2015 | ф  | На невизначений час           | A Uma Hora Incerta             | Борис                                       |
| 2016 | ф  | Повний місяць                 | La forêt de Quinconces         |                                             |
| 2017 | ф  | Наші божевільні роки          | Nos années folles              | Шарль де Лаузен                             |
| 2017 | ф  | Біль                          | La douleur                     | Франсуа Міттеран, відомий як Франсуа Морлан |
| 2018 | ф  | Чорний блокнот                | O Caderno Negro                | Бонапарт                                    |
| 2019 | ф  | Світова слава                 | Gloria Mundi                   | Бруно                                       |

Режисер
| Рік  |     | Назва українською | Оригінальна назва      | Режисер | Сценарист | Монтажер |
| ---- | --- | ----------------- | ---------------------- | ------- | --------- | -------- |
| 2009 |     | У неділю уранці   | Dimanche matin         | Так     | Так       |          |
| 2011 | к/м | Непомічений       | Inaperçu               | Так     |           |          |
| 2013 | к/м | Турбулентність    | Turbulence             | Так     |           |          |
| 2016 |     | Повний місяць     | La forêt de Quinconces | Так     | Так       | Так      |

## Визнання
| Нагороди та номінації Грегуара Лепренс-Ренге | Нагороди та номінації Грегуара Лепренс-Ренге | Нагороди та номінації Грегуара Лепренс-Ренге | Нагороди та номінації Грегуара Лепренс-Ренге |
| Рік                                          | Категорія                                    | Фільм                                        | Результат                                    |
| -------------------------------------------- | -------------------------------------------- | -------------------------------------------- | -------------------------------------------- |
| Премія «Сезар»                               |                                              |                                              |                                              |
| 2014                                         | Найперспективніший актор                     | Заблудні                                     | Номінація                                    |
| 2008                                         | Найперспективніший актор                     | Усі пісні лише про кохання                   | Номінація                                    |
| 2009                                         | Найперспективніший актор                     | Прекрасна смоковниця                         | Номінація                                    |
| 2011                                         | Найперспективніший актор                     | Принцеса де Монпансьє                        | Номінація                                    |
| Каннський міжнародний кінофестиваль          |                                              |                                              |                                              |
| 2016                                         | Золота камера за найкращий дебютний фільм    | Повний місяць                                | Номінація                                    |
| Приз Луї Деллюка                             |                                              |                                              |                                              |
| 2016                                         | Найкращий перший фільм                       | Повний місяць                                | Номінація                                    |
| Премія CinEuphoria                           |                                              |                                              |                                              |
| 2019                                         | Найкращий акторський ансамбль                | Чорний блокнот                               | Номінація                                    |